# 狐狸之聲
《狐狸之声》（日语：狐狸之声、Voice of Fox）為光线君所創作的中国漫畫作品。於《愛奇藝漫畫》（iQIYI）上進行連載中。當紅的少年偶像以全能唱作歌手著稱，實際上卻對音樂一竅不通，便找人做幕後代唱，希望可以達成踏上演藝圈頂點的夢想。 

## 登場人物
胡历
声 - 河西健吾
一个戴着狐狸面具的网络歌手。为了赚妈妈的治疗费，当孔却的ghost singer。
孔却
声 - 菅沼久義
虽然长相不错，但唱歌不好的新人偶像。
纪鹤天（日语：ジーホティエン）
声 - 日野聡
人气偶像。
童初云（日语：チュユン）
声 - 香里有佐
偶像组合LOVE SEASON的成员。胡里的青梅竹马。
キム社長
声 - 速水奨
ホンイェ
声 - 元吉有希子
シュアル
声 - 前田玲奈
ユシン
声 - 青木志貴
ジャンヤオ
声 - 木村昴

## 電視動畫
2018年10月到12月由TOKYO MX進行放送。中國於iQIYI進行代理播放。

### 製作團隊
- 監督 - 於地紘仁[1]
- 系列構成 - 成田良美[1]
- 人物設計 - つなきあき[1]
- 道具設計 - 西村理恵[1]
- 美術設定 - 志和史織[1]
- 美術監督 - 熊野はつみ、山根左帆[1]
- 色彩設計 - 松森より子[1]
- 攝影監督 - 中野遼太郎、松崎信也[1]
- 編輯 - 瀧川三智[1]
- 音樂 - 野崎美波[1]
- 音響監督 - 菊田浩巳[1]
- 音響效果 - 石野貴久[1]
- 音響製作 - TAVAC[1]
- 企劃 - 劉向東
- 製作人 - 李輝、多藝尊元、山口聰[1]
- 動畫製作人 - 漆山淳[1]
- 映像監督 - 椿井寛司[1]
- 動畫製作 - 夢太公司[1]
- 製作 - IQIYI / SUCCESS ANIMATION

### 主題曲
片頭曲「COME:BACK Stage!」
作詞 - Mitsu / 作曲 - Lucas / 編曲 - Lucas、岡野裕次郎、隼兎 / 歌 - LoveDesire
第12話改為片尾曲的位置來使用。
片尾曲「HOPE」
作詞 - Mitsu / 作曲 - 内海孝彰 / 編曲 - すこっぷ / 歌 - 鹿乃
插入曲
「禁断の恋」（第1話、第3話、第4話、第6話）
作詞 - Mitsu / 作曲・編曲 - 小旭音楽-Tureleon / 振付 - YASU-CHIN、Hai-zi / 歌 - フーリ（河西健吾）
「花の約束」（第1話、第3話、第6話）
作詞 - Mitsu / 作曲・編曲 - 小旭音楽-Tureleon / 振付 - Nancy、めー、MayukO、morocco / 歌 - 歌 - チュユン（香里有佐）、ホンイェ（元吉有希子）、シュアル （前田玲奈）、ユシン（青木志貴）
「軌跡」（第12話）
作詞 - Mitsu / 作曲・編曲 - 小旭音楽-黄龍 / 歌 - フーリ（河西健吾）
「HOPE」（第12話）
作詞 - Mitsu / 作曲・編曲 - 内海孝彰 / ジーホティエン（日野聡）

### 各話列表
| 話數       | 日文標題 | 腳本       | 分鏡     | 演出     | 作畫監督                                                    |
| ---------- | -------- | ---------- | -------- | -------- | ----------------------------------------------------------- |
| EPISODE 01 |          | 成田良美   | 於地紘仁 | 小坂春女 | 原田練気、江口麻里                                          |
| EPISODE 02 |          | 成田良美   | 於地紘仁 | 藤本義孝 | Kim Seong-beom、Seo Jung-ha                                 |
| EPISODE 03 |          | 加賀末恵   | 於地紘仁 | 藤本義孝 | 萩原しょう子、今野幸一、渡辺まゆみ 槙田一章、反町司、興石暁 |
| EPISODE 04 |          | 宇恩寺稚子 | 石山貴明 | 柳瀬雄之 | 原田練気、江口麻里                                          |
| EPISODE 05 |          | 宇恩寺稚子 | 小坂春女 | 小坂春女 | 江口麻里、原田練気                                          |
| EPISODE 06 |          | 成田良美   | 於地紘仁 | 藤本義孝 | 萩原しょう子、島崎知美、槙田一章                            |
| EPISODE 07 |          | 成田良美   | 於地紘仁 | 前園文夫 | 斉藤圭太、青木一紀、中村路之将                              |
| EPISODE 08 |          | 加賀末恵   | 石山貴明 | 小坂春女 | 原田練気、江口麻里、西野理恵                                |
| EPISODE 09 |          | 加賀末恵   | 柳瀬雄之 | 柳瀬雄之 | Kim Sung-il、江口麻里、原田練気                             |
| EPISODE 10 |          | 宇恩寺稚子 | 於地紘仁 | 藤本義孝 | 萩原しょう子、槙田一章                                      |
| EPISODE 11 |          | 加賀末恵   | 小坂春女 | 小坂春女 | 江口麻里、原田練気                                          |
| EPISODE 12 |          | 成田良美   | 於地紘仁 | 於地紘仁 | 江口麻里、原田練気                                          |

### 播放電視台
| 播放日期                  | 播放時間             | 播放電視台 | 播放地區 | 備註            |
| ------------------------- | -------------------- | ---------- | -------- | --------------- |
| 2018年10月5日 - 12月21日  | 星期五 22:30 - 22:45 | AT-X       | 日本全域 | CS放送 / 有重播 |
| 2018年10月9日 - 12月25日  | 星期二 1:10 - 1:25   | TOKYO MX   | 東京都   |                 |
| 2018年10月11日 - 12月27日 | 星期四 2:00 - 2:15   | TwellV     | 日本全域 | BS放送          |

## 外部連結
- 《狐狸之声》-漫画全集在线阅读-爱奇艺漫画 （页面存档备份，存于）（中文）
- アニメ【狐狸之声】公式ウェブサイト （页面存档备份，存于）
- TVアニメ『狐狸之声』(きつねのこえ)公式的X（前Twitter）